# Kamień runiczny z Heavener

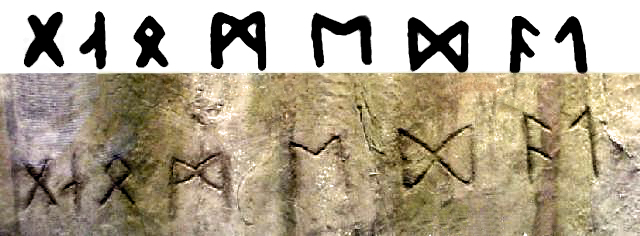
Fragment kamienia z runami

Kamień runiczny z Heavener (ang. Heavener Runestone) – rzekomy kamień runiczny mający być dowodem na osadnictwo wikingów w głębi Ameryki Północnej na długo przed Krzysztofem Kolumbem. Artefakt ma wymiary 3,7 × 3 m i jest pokryty inskrypcją w piśmie runicznym. 
Kamień znajduje się w miejscowości Heavener we wschodniej części stanu Oklahoma. Pomimo kontrowersji co do autentyczności został w 1959 roku uznany przez Oklahoma Historical Society za zabytek, a wokół niego powstał park Heavener Runestone Park. Istnienie kamienia zostało nagłośnione po raz pierwszy w 1923 roku, choć rzekomo był już znany w połowie XIX wieku.
Na powierzchni kamienia wyryto 8 znaków runicznych, z których siedem zidentyfikowano jako fuþark starszy. Ten typ pisma używany był między III/V a VII/IX wiekiem, wyszedł więc z użycia na długo przed historycznie potwierdzonymi wyprawami wikingów do Winlandii. Ósmy z wyrytych znaków nie daje się powiązać z żadnym znanym systemem pisma runicznego. Sam napis jest zagadkowo krótki i zdaniem paleografów nie zawiera żadnej sensownej treści. Zaprezentowane próby odczytu dały skrajnie rozbieżne wyniki, np. datę 11 listopada 1012 lub nazwę Glome Dal („Dolina Glome”). Krytycy zwracają uwagę na zbyt wielkie i niestarannie wykonane litery oraz zbyt duże odstępy między nimi, co nie zdarza się na żadnym ze znanych autentycznych kamieni runicznych.
Kamień z Heavener jest powszechnie uznawany za XIX-wieczny falsyfikat. Nie tylko nie znaleziono w okolicy żadnych archeologicznych śladów osadnictwa, ale też same wyprawy wikingów do południowo-centralnej części kontynentu są nieprawdopodobne, jako że najbliższe znane ich osiedla odkryto dopiero w północno-wschodniej części Kanady. Mimo to istnieje jednak nieliczna grupa amerykańskich uczonych opowiadających się za autentycznością zabytku.